# 敘許爾文
敘許爾文是挪威的一個市镇，位於默勒-魯姆斯達爾郡，行政中心为艾于勒村。市镇面积为338平方公里，人口数量为7,625人（2020年），人口密度为每平方公里23.2人。